# Venom (lik)
Venom je izmišljen lik in stripovski antijunak v stripih ameriške založbe Marvel. Ustvarili so ga risarji Todd McFarlane, Mike Zeck in David Michelinie. Prvič se je pojavil v stripu The Amazing Spider-Man #300 (Maj 1988). Je čuteče nezemeljsko bitje z amorfno obliko, ki preživi tako, da se veže na gostitelja, običajno človeka. Zaradi dvojnega življenja ima posebne moči. Pogosto je omenjen kot največji nasprotnik Spider-Mana.

## Življenjepis lika
Venom na Zemljo prispe v meteoritu, ki pade na planet in se kmalu zatem poveže z Eddiejem Brockom, ki postane njegov gostitelj. Eddie je nekdanji novinar, ki je pred tem izgubil službo in ker ne najde ustrezne službe, je zato prisiljen delati za tabloide. Ko se Eddie in Venom združita, postaneta antiheroja in se pogosto borita proti kriminalcem.

## Filmi
Po upodobitvah v stripih, so posneli nekaj filmov, v katerih se pojavlja Venom.
- Venom (2018)
- Venom: Naj bo Carnage (2021)
- Venom: Zadnji ples (2024)